# Eduardo Camavinga
Eduardo Celmi Camavinga (Cabinda, Angola, 2002. november 10. –) világbajnoki ezüstérmes angolai származású francia válogatott labdarúgó, a Real Madrid játékosa.

## Pályafutása

### Klubcsapatokban
Camavinga tizenegy éves korában csatlakozott a Stade Rennes akadémiájához. Első profi szerződését 2018. december 14-én írta alá, tizenhat évesen és egy hónaposan, legfiatalabban a klub történetében. Tétmérkőzésen 2019. április 6-án, az Angers elleni 3–3-as bajnokin lépett először pályára a Ligue 1-ben, így 16 évesen és négy hónaposan ő lett a legfiatalabb, aki a Rennes színeiben bajnoki mérkőzésen játéklehetőséget kapott.
2019. augusztus 18-án gólpasszt adott a Paris Saint-Germain elleni 2–1-es győzelem alkalmával és őt választották a találkozó legjobbának. 2019. december 5-én szerezte első gólját a csapatban, a Rennes pedig 1–0 arányban legyőzte a Lyont.
A 2020–21-es szezonban a Rennes bejutott a Bajnokok Ligája csoportkörébe, ahol a Krasznodar, a Chelsea és a Sevilla voltak az ellenfelei. Camavinga négy csoportmérkőzésen lépett pályára.
2021. augusztus 31-én jelentették be, hogy 2027 június 30-ig szerződtette a Real Madrid.

### A válogatottban
Kétévesen költözött szüleivel Angolából Franciaországba, francia állampolgárságot pedig 2019. november 5-én kapott. Hat nappal később bekerült a francia U21-es válogatott keretébe, a Grúzia és Svájc elleni mérkőzésekre.
2020. augusztus 27-én, miután Paul Pogba pozitív koronavírus-tesztet produkált, meghívót kapott a felnőtt válogatott keretébe is. Tizenhét évesen, kilenc hónaposan és tizenkilenc naposan ő lett a legfiatalabb válogatottba meghívott játékos René Gérard 1932-es szereplése óta. A nemzeti csapatban szeptember 8-án mutatkozott be a horvátok 4–2-es legyőzésekor, N'Golo Kanté cseréjeként beállva. Ezzel tizenhét évesen, kilenc hónaposan és huszonkilenc naposan ő lett a legfiatalabb válogatottban pályára lépő játékos 1914, Maurice Gastiger óta.
2020. október 7-én a franciák 7–1-re győzték le Ukrajnát, a csapat első gólját pedig Camavinga szerezte. Ezzel ő lett a francia válogatott legfiatalabb gólszerzője, ugyancsak Maurice Gastiger 1914-es svájciak elleni szereplését és gólját követően. 2021. június 25-én bekerült Sylvain Ripoll 18 fős francia válogatottjába, amely az Olimpiára utazott. Később azonban kikerült a csapatból, miután klubja, a Rennes nem engedte el. 2022 novemberében bekerült a 2022-es labdarúgó-világbajnokságra utazó keretbe. 2024. május 16-án bekerült a 2024-es labdarúgó-Európa-bajnokságra utazó 25 fős keretbe.

## Statisztika

### Klubcsapatokban
Legutóbb frissítve:2024. május 14-én lett.
| Klub           | Szezon         | Bajnokság              | Bajnokság     | Bajnokság | Országos kupa | Országos kupa | Ligakupa      | Ligakupa | Nemzetközi kupa | Nemzetközi kupa | Egyéb         | Egyéb | Összesen      | Összesen |
| Klub           | Szezon         | Bajnokság              | Pályára lépés | Gól       | Pályára lépés | Gól           | Pályára lépés | Gól      | Pályára lépés   | Gól             | Pályára lépés | Gól   | Pályára lépés | Gól      |
| -------------- | -------------- | ---------------------- | ------------- | --------- | ------------- | ------------- | ------------- | -------- | --------------- | --------------- | ------------- | ----- | ------------- | -------- |
| Rennes B       | 2018–19        | Championnat National 3 | 13            | 4         | —             | —             | —             | —        | —               | —               | —             | —     | 13            | 4        |
| Rennes         | 2018–19        | Ligue 1                | 7             | 0         | 0             | 0             | 0             | 0        | 0               | 0               | —             | —     | 7             | 0        |
| Rennes         | 2019–20        | Ligue 1                | 25            | 1         | 5             | 0             | 1             | 0        | 4               | 0               | 1             | 0     | 36            | 1        |
| Rennes         | 2020–21        | Ligue 1                | 35            | 1         | 0             | 0             | —             | —        | 4               | 0               | —             | —     | 39            | 1        |
| Rennes         | 2021–22        | Ligue 1                | 4             | 0         | 0             | 0             | —             | —        | 2               | 0               | —             | —     | 6             | 0        |
| Rennes         | Összesen       | Összesen               | 71            | 2         | 5             | 0             | 1             | 0        | 10              | 0               | 1             | 0     | 88            | 2        |
| Real Madrid    | 2021–22        | La Liga                | 26            | 2         | 3             | 0             | —             | —        | 10              | 0               | 1             | 0     | 40            | 2        |
| Real Madrid    | 2022–22        | La Liga                | 37            | 0         | 6             | 0             | —             | —        | 11              | 0               | 5             | 0     | 59            | 0        |
| Real Madrid    | 2023–24        | La Liga                | 29            | 0         | 2             | 0             | —             | —        | 10              | 0               | 2             | 0     | 43            | 0        |
| Real Madrid    | Összesen       | Összesen               | 92            | 2         | 11            | 0             | —             | —        | 31              | 0               | 8             | 0     | 142           | 2        |
| Teljes karrier | Teljes karrier | Teljes karrier         | 176           | 8         | 16            | 0             | 1             | 0        | 41              | 0               | 9             | 0     | 243           | 8        |

1. ↑  Pályára lépései az Európa-ligában.
2. ↑  Pályára lépése a Francia szuperkupán.
3. 1 2 3 4  Pályára lépései a Bajnokok Ligájában.
4. ↑   Pályára lépései az UEFA Konferencia Ligában.
5. 1 2  Pályára lépése a Spanyol szuperkupán.
6. ↑  Pályára lépése az UEFA-szuperkupán, a Spanyol szuperkupán és a FIFA-klubvilágbajnokságon.

### A válogatottban
2025. január 19.-én frissítve.
| Ország        | Év       | Pályára lépés | Gól |
| ------------- | -------- | ------------- | --- |
| Franciaország | 2020     | 3             | 1   |
| Franciaország | 2021     | –             | –   |
| Franciaország | 2022     | 3             | 0   |
| Franciaország | 2023     | 7             | 0   |
| Franciaország | 2024     | 11            | 1   |
| Összesen      | Összesen | 24            | 2   |

### Góljai a válogatottban
| # | Dátum             | Helyszín                                    | Ellenfél | Gól | Végeredmény | Verseny                                |
| - | ----------------- | ------------------------------------------- | -------- | --- | ----------- | -------------------------------------- |
| 1 | 2020. október 7.  | Stade de France, Saint-Denis, Franciaország | Ukrajna  | 1–0 | 7–1         | Barátságos mérkőzés                    |
| 2 | 2024. október 10. | Bozsik Aréna, Budapest, Magyarország        | Izrael   | 1-0 | 4-1         | 2024-25 UEFA Nemzetek Ligája A csoport |

## Sikerei, díjai

### Klubcsapatokban
Real Madrid
- Spanyol bajnok: 2021–22, 2023–24
- Spanyol Kupa-győztes: 2022–23
- Spanyol Szuperkupa-győztes: 2021–22, 2023–24
- UEFA-bajnokok ligája-győztes: 2021–22, 2023-24
- UEFA-szuperkupa-győztes: 2022, 2024
- FIFA-klubvilágbajnokság-győztes: 2022
- FIFA Interkontinentális Kupa: 2024

Rennes
- Francia Kupa-győztes: 2018–19[20]

### Válogatott
- Franciaország
  - FIFA világbajnokság második helyezett: 2022

### Egyéni elismerései
- A hónap játékosa a Ligue 1-ben a Hivatásos Labdarúgók Szervezete szavazásán: 2019 augusztus[21]
- IFFHS Férfi Ifjusági (U20) Világcsapat: 2020, 2021, 2022